# Joyrex J9i
Joyrex J9i -двухсторонний  сингл Ричарда Дэвида Джеймса, выпущенный им под псевдонимом Caustic Window.Релиз представляет собой 10-дюймовый винил и был ограничен тиражом в 300 копий.Оба трека с альбома вошли в сборник Compilation

## Трек лист
| №                   | Название                   | Длительность |
| ------------------- | -------------------------- | ------------ |
| 1.                  | «Humanoid Must Not Escape» | 5:41         |
| Общая длительность: | Общая длительность:        | 5:41         |

| №                   | Название            | Длительность |
| ------------------- | ------------------- | ------------ |
| 2.                  | «Fantasia»          | 6:01         |
| Общая длительность: | Общая длительность: | 11:42        |